# Campy Russell
Michael Campanella Russell, surnommé Campy, né le 12 janvier 1952 à Jackson au Tennessee, est un ancien joueur américain de basket-ball de NBA. Il jouait au poste d'ailier pour les  Cavaliers de Cleveland et les Knicks de New York durant neuf années (1975-1982, 1985), participant au All-Star Game.
Avant de rejoindre la NBA, Russell fut une star à l'université du Michigan.
Avant d'être surnommé « Campy », Michael était surnommé par ses coéquipiers « Camperson. ».
Aujourd'hui, Russell travaille pour les Cavaliers en tant que Director of Alumni Relations. Il est également coprésentateur du show d'avant-match des Cavaliers (avec Jeff Phelps) sur Fox Sports Net Ohio.